# 23. srpnja
23. srpnja (23. 7.) 204. je dan godine po gregorijanskom kalendaru (205. u prijestupnoj godini).
Do kraja godine ima još 161 dan.

## Događaji
- 1829. – u SAD-u, William Austin Burt je patentirao prvi pisaći stroj
- 1883. – Dalmatinski sabor proglasio hrvatski jezik službenim jezikom u kraljevini Dalmaciji u Austro-Ugarskoj [1]

- 1914. – Austro-Ugarska izdala ultimatum Kraljevini Srbiji zbog ubojstva prijestolonasljednika Franje Ferdinanda 28. lipnja u Sarajevu.
- 1952. – Gamal Abdel Naser organizirao puč koji je doveo do svrgavanja egipatskog kralja Faruka I.
- 1952. – Osnovana je Europska zajednica za ugljen i čelik, temelj kasnije Europske unije.
- 1970. – Qaboos bin Said Al Said postao omanski sultan
- 1995. – Uočen Hale-Boppov komet

- 2010. – podjelom odličja završene 2. Hrvatske svjetske igre
- 2015. – Otkriven egzoplanet Kepler-452b

| - 1503. – Ana Jagelović, hrvatsko-ugarska i češka kraljica-supruga († 1547.) - 1649. – Klement XI., papa (+ 1721.) - 1775. – Louis Malus, francuski inženjer i fizičar (* 1812.) - 1786. – Franz Berwald, švedski skladatelj († 1868.) - 1888. – Raymond Chandler, američki pisac († 1959.) - 1892. – Haile Selasije, etiopski car († 1975.) - 1899. – Gustav Heinemann, njemački političar († 1899.) - 1906. – Vladimir Prelog, hrvatski znanstvenik, kemičar († 1998.) - 1908. – Elio Vittorini, talijanski književnik († 1966.) - 1930. – Slavica Fila, hrvatska glumica († 2014.) - 1937. – Zoran Pleše, hrvatski akademski slikar, grafičar, ilustrator i restaurator - 1947. – Milan Ivkošić, hrvatski novinar - 1965. – Slash, engleski gitarist - 1975. – Mario Tokić, hrvatski nogometaš - 1976. – Judit Polgár, mađarska šahovska prvakinja - 1976. – Péter Halász, mađarski dirigent - 1981. – Jakub Hrůša, češki dirigent - 1984. – Brandon Roy, američki košarkaš | - 1373. – Sveta Brigita, crkvena naučiteljica, najpoznatija svetica sjevernih naroda Europe - 1757. – Domenico Scarlatti, talijanski skladatelj (* 1685.) - 1878. – Karl Freiherr von Rokitansky, češki liječnik, patolog, filozof i političar (* 1804.) - 1885. – Ulysses S. Grant, američki vojskovođa, političar i predsjednik SAD-a - 1893. – Ivan Berlaković, gradišćanskohrvatski pisac i svećenik (* 1838.) - 1916. – William Ramsay, škotski kemičar i nobelovac (* 1852.) - 1926. – Viktor Mihajlovič Vasnjecov, ruski slikar (* 1848.) - 1936. – Anna Abrikosova, ruska redovnica (* 1882.) - 1941. – José Abelardo Quiñones Gonzales, peruanski vojni pilot i nacionalni heroj (* 1914.) - 1944. – Max Nettlau, njemački anarhist i povjesničar (* 1865.) - 1948. – David Wark Griffith, američki redatelj (* 1875.) - 1951. – Philippe Pétain, francuski general i predsjednik Višijske Francuske (1856.) - 1966. – Montgomery Clift, američki glumac (* 1920.) - 1968. – Henry Hallett Dale, engleski liječnik i nobelovac (* 1875.) - 1993. – Dalibor Cvitan, hrvatski književnik i književni kritičar (* 1934.) - 1999. – Hasan II., marokanski kralj (* 1929.) - 2011. – Amy Winehouse, britanska pjevačica (* 1983.) - 2013. – Djalma Santos, brazilski nogometaš (* 1929. - 2017. – Vladimir Stipetić, hrvatski ekonomist (* 1928.) |